# Sora-be
Ne doit pas être confondu avec Sorabe.
Le sora-be ou sorabe est un alphabet d'origine arabe adapté pour transcrire les langues du sud-est de Madagascar, en particulier l'antemoro. Plusieurs centaines de manuscrits anciens nous sont parvenus bien que les plus vieux d'entre eux ne semblent pas remonter au-delà du XVIIe siècle. La plupart des textes comportent des formules magiques mais on y trouve aussi quelques récits à caractères historiques rapportant l'origine de certains groupes humains de la région. Des origines que l'on fait parfois remonter jusqu'à La Mecque ou même à Mahomet, bien qu'en règle générale, la pratique même de l'islam fasse ici défaut, ce qui constitue un fait assez exceptionnel.
La connaissance du sora-be s'est répandue un peu partout à Madagascar dès le XVIIIe siècle et le roi merina Andrianampoinimerina fit venir auprès de lui des scribes antemoro pour initier à l'écriture des enfants de la cour. C'est ainsi que dès son enfance, le futur roi Radama savait lire et écrire.
Relevons enfin que l'appellation de sora-be, signifiant littéralement « écriture de grosse taille » a pu faire émettre l'hypothèse de l'existence auparavant d'un autre type d'écriture, aux caractères plus petits, que l'on pense être d'origine indienne, comme celle largement utilisée en Asie du Sud-Est.

## Alphabet

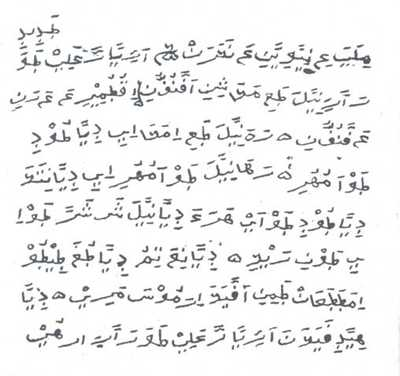
Script malgache en Sorabe

| Isolée | Finale | Médiane | Initiale | Prononciation      | Lettre latine       |
| ------ | ------ | ------- | -------- | ------------------ | ------------------- |
| ا‎      | ـا‎     | ـا‎      | ا‎        | /ʔ/                | -                   |
| ب‎      | ـب‎     | ـبـ‎     | بـ‎       | /b, ᵐb/            | b / mb              |
| ت‎      | ـة‎     | ـتـ‎     | تـ‎       | /ts, ⁿts/          | ts / nts            |
| ج‎      | ـج‎     | ـجـ‎     | جـ‎       | /dz, ⁿdz/          | j / nj              |
| ر‎      | ـر‎     | ـر‎      | ر‎        | /r/                | r                   |
| رّ‎      | ـرّ‎     | ـرّ‎      | رّ‎        | /ɖʳ, ᶯɖʳ, ʈʳ, ᶯʈʳ/ | dr / ndr / tr / ntr |
| س‎      | ـس‎     | ـسـ‎     | سـ‎       | /s/                | s                   |
| ط‎      | ـط‎     | ـطـ‎     | طـ‎       | /t, ⁿt/            | t / nt              |
| ع‎      | ـع‎     | ـعـ‎     | عـ‎       | /ŋ/                | n̈                   |
| غ‎      | ـغ‎     | ـغـ‎     | غـ‎       | /g, ᵑɡ/            | g / ng              |
| ٯ‎      | ـٯ‎     | ـڧـ‎     | ڧـ‎       | /f/                | f                   |
| ٯّ‎      | ـٯّ‎     | ـڧّـ‎     | ڧّـ‎       | /p, ᵐp/            | p / mp              |
| ك‎      | ـك‎     | ـكـ‎     | كـ‎       | /k, ᵑk/            | k / nk              |
| ل‎      | ـل‎     | ـلـ‎     | لـ‎       | /l/                | l                   |
| م‎      | ـم‎     | ـمـ‎     | مـ‎       | /m/                | m                   |
| ن‎      | ـن‎     | ـنـ‎     | نـ‎       | /n/                | n                   |
| و‎      | ـو‎     | ـو‎      | و‎        | /v/                | v                   |
| ه‎      | ـه‎     | ـهـ‎     | هـ‎       | /h/                | h                   |
| ي‎      | ـي‎     | ـيـ‎     | يـ‎       | /z/                | z                   |

| Sukun | -a | -e / -i / -y | -o ( -u) |
| ----- | -- | ------------ | -------- |
| ◌ْ‎     | ◌َ‎  | ◌ِ‎            | ◌ُ‎        |

| A | E / I | O |
| - | ----- | - |
| اَ‎ | اِ‎     | اُ‎ |

| B      | Ba     | Be / Bi / By    | Bo     |
| ------ | ------ | --------------- | ------ |
| بْـ / بْ‎ | بَـ / بَ‎ | بِـ / بِ‎          | بُـ / بُ‎ |
| Dr     | Dra    | Dre / Dri / Dry | Dro    |
| رّْ‎      | رَّ‎      | رِّ‎               | رُّ‎      |